# تفاح ناعم الكأس
تفاح ناعم الكأس (الاسم العلمي: Malus leiocalyca) هي نوع نباتي يتبع جنس التفاح من الفصيلة الوردية.  